# Halacarsantia uniramea
Halacarsantia uniramea is een pissebed uit de familie Santiidae. De wetenschappelijke naam van de soort is voor het eerst geldig gepubliceerd in 1955 door Menzies & Miller.